# Dolichotachina eos
Dolichotachina eos är en tvåvingeart som beskrevs av Zumpt 1961. Dolichotachina eos ingår i släktet Dolichotachina och familjen köttflugor.
Artens utbredningsområde är Zimbabwe. Inga underarter finns listade i Catalogue of Life.